# Ґенцвіші (Местійський муніципалітет)
Ґенцвіші (груз. გენწვიში) — село в Грузії.
За даними перепису населення 2014 року в селі проживає 12 осіб.